# Herslev Sogn (Fredericia Kommune)
Herslev Sogn ist eine Kirchspielsgemeinde (dän.: Sogn) im südlichen Dänemark. Bis 1970 gehörte sie zur Harde Elbo Herred im damaligen Vejle Amt, danach zur Fredericia Kommune im erweiterten Vejle Amt, die im Zuge der  Kommunalreform zum 1. Januar 2007 Teil der Region Syddanmark geworden ist.
Im Kirchspiel leben 766 Einwohner, davon 336 im Kirchdorf (Stand:1. Januar 2023). Im Kirchspiel liegt die Kirche „Herslev Kirke“.
Nachbargemeinden sind im Nordosten Pjedsted Sogn, im Osten Bredstrup Sogn, im Südosten Taulov Sogn, außerdem in der westlich benachbarten Kolding Kommune Sønder Vilstrup Sogn und in der Vejle Kommune Smidstrup Sogn.